# انتخابات الرئاسة الإيفوارية 2015
انتخابات الرئاسة الإيفوارية 2015 هي الانتخابات الرئاسية التي جرت في 29 أكتوبر 2015، في ساحل العاج، لانتخاب رئيس ساحل العاج ‏، فاز بالانتخابات الحسن واتارا.

## المرشحين
| المرشح       | الحزب | عدد الأصوات |
| ------------ | ----- | ----------- |
| الحسن واتارا |       |             |